# Newberry (Florida)
Newberry è un comune degli Stati Uniti d'America, situato in Florida, nella Contea di Alachua.